# 은뜨락도서관
은뜨락도서관은 서울특별시 은평구 진관동에 있는 도서관이다.

## 연혁
- 2019년 6월 18일 은평구청 위탁 운영제안 설명회
- 2019년 7월 5일 은평구청-횃불장학회 위탁 운영 계약 체결
- 2019년 11월 4일 시범운영 시작
- 2019년 11월 20일 개관식 및 개관 행사

## 시설 현황
- 지하 : 주차장 (장애인전용 1면, 일반 5면)
- 1층 : 어린이 자료실 (좌석 80석)
- 2층 : 종합자료실 (좌석 70석)
- 3층 : 문화교실, 작가의방, 사무실 (노트북실 25석, 문화교실 25석, 작가의방 8석)

## 이용 안내
이용 시간
- 어린이자료실: 평일 09:00~20:00, 주말 09:00~18:00
- 종합자료실: 평일 09:00~22:00, 주말 09:00~18:00
- 노트북실: 평일 09:00~18:00, 주말 09:00~18:00

휴관일
- 매주 월요일
- 일요일을 제외한 법정공휴일(대체휴일제 포함, 법정공휴일과 일요일이 겹칠 경우 휴관)
- 장서 점검 및 관장이 필요하다고 인정하는 날
- 기타 도서관 사정에 의한 임시 휴관일